# Duitse gemeente

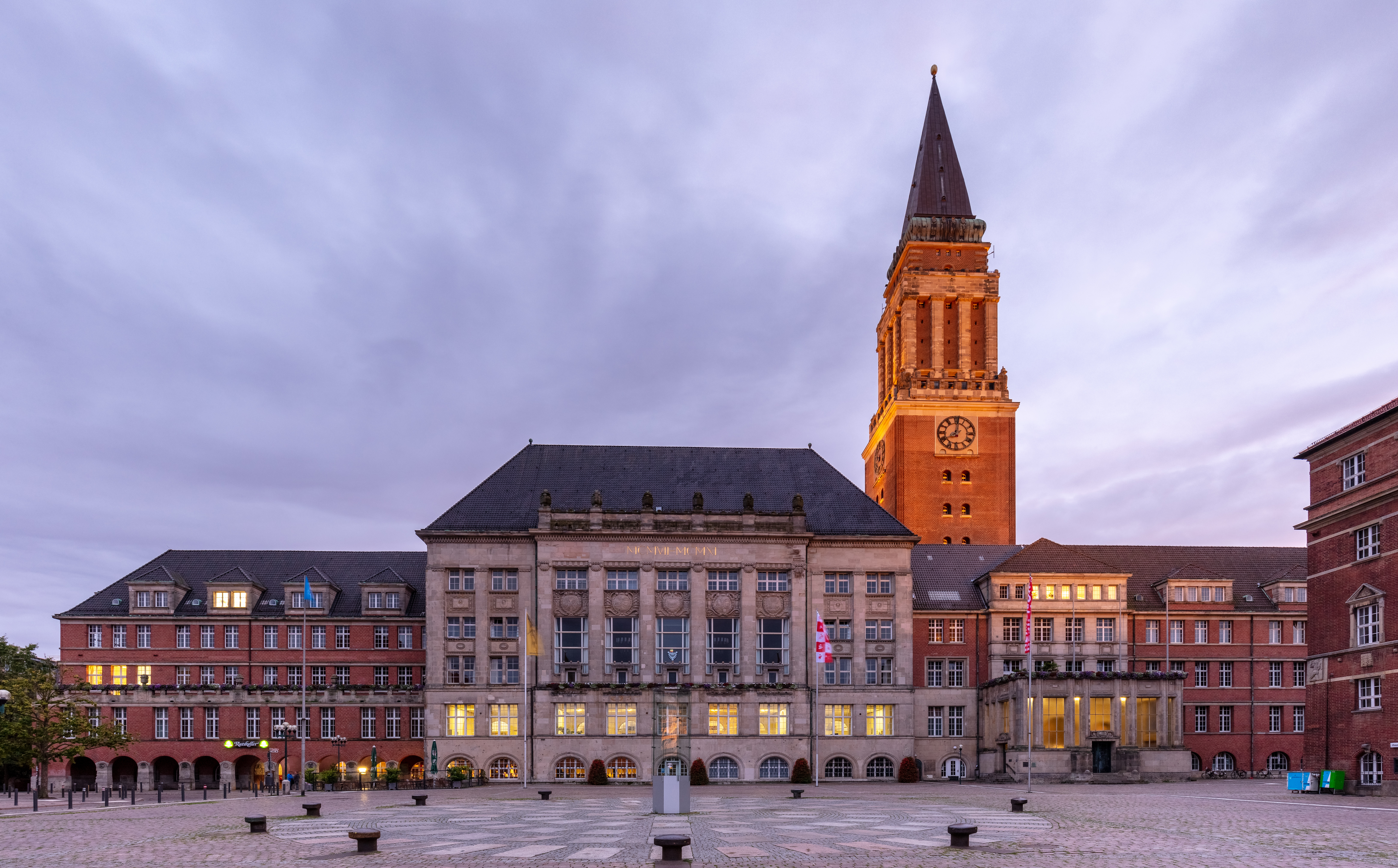
Rathaus (gemeentehuis) van Kiel, een kreisfreie stad in de deelstaat Sleeswijk-Holstein. Kiel is tevens de grootste stad en de hoofdstad van de deelstaat.

De gemeenten van Duitsland zijn de onderste bestuurlijke laag in Duitsland. Op 1 juli 2011 bestonden 11.334 politiek zelfstandige steden en gemeenten in Duitsland; op 31 december 2018 waren het er nog 11.014.
De wetgeving omtrent de gemeenten is per deelstaat verschillend. De grondwet van de Bondsrepubliek stelt wel enkele bepalingen voor de zelfbeschikking van Kreise en Gemeinden op. Bijvoorbeeld moet het volk een vertegenwoordiging kunnen kiezen. Kiesbaar zijn volgens de grondwet ook burgers van andere EU-staten. In vrijwel alle deelstaten is er nog een bestuurslaag tussen de gemeenten en de deelstaat zelf, namelijk de Landkreis.

## Grootte
De grootte van de Duitse gemeenten verschilt enorm. Zo telt de gemeente Wiedenborstel slechts elf inwoners, Berlijn heeft er meer dan 3,4 miljoen. Berlijn is, evenals Hamburg, niet alleen een gemeente maar ook een deelstaat. De deelstaat Bremen bestaat uit twee steden.
Het aantal gemeenten is aanzienlijk afgenomen. Zo telde Duitsland op 31 december 1995 nog 14.626 gemeenten tegen nog geen 12.000 in 2009. Vergeleken met 1900 is dat bijzonder weinig: in die tijd waren er nog 77.092 gemeenten en Gutsbezirke (hoewel Duitsland op dat moment 183.000 vierkante kilometer groter was dan in 2009). Op het huidige grondgebied lagen in die tijd nog altijd 45.428 gemeenten.

## Wetgeving en taken

Structuur van de bestuurlijke indeling van Duitsland. Men heeft het vaak over Bund, Länder und Gemeinden, toch zijn de laatste geen gelijkwaardige bestuurslaag.

De gemeenten zijn de onderste bestuurlijke laag in Duitsland. Volgens de federale grondwet (art. 28) moeten ze een democratische structuur hebben. Ze zijn verantwoordelijk voor alle zaken van de plaatselijke gemeenschap. Hun macht wordt wel beperkt door de federale wetgeving en de wetgeving van de betreffende deelstaat. De Kommunale Selbstverwaltung betekent dat in gemeenten in eigen beheer datgene wordt gedaan waarvoor anders de deelstaat verantwoordelijk zou zijn. De organen van een gemeente horen dus bij de uitvoerende macht; daarom telt een gemeenteraad in strikte zin niet als volksvertegenwoordiging.
Per deelstaat is er een Gemeindeordnung (of Kommunalverfassung), een deelstaatwet die regelt wat de taken van de gemeenten zijn en welke structuur ze moeten hebben. Binnen die wetgeving kan een gemeente haar eigen regels bepalen. Fusies van gemeenten worden door een deelstaatwet geregeld.
Een gemeente heeft een eigen budget en mag belasting heffen. Typische verplichte taken van een gemeente zijn kinderdagverblijven, het huisvesten van scholen, rampenbestrijding en riolering. Vrijwillig zorgen gemeenten voor markten, musea, sociale zaken, openbaar vervoer enz..

### Gemeenteverordeningen
Iedere Duitse gemeente heeft een Hauptsatzung, hoofdgemeenteverordening. In Beieren is zo'n Hauptsatzung formeel niet verplicht, maar ook nagenoeg alle Beierse gemeenten hebben er één, soms wel met een afwijkende naam.
In zo'n Hauptsatzung staan regelingen over de volgende onderwerpen:
- door welk orgaan en op welke wijze openbare bekendmakingen worden gedaan;
- wie doet wat: vorming van raads- en andere commissies; de taken van die commissies; de wijze, waarop die commissies hun taken opgelegd krijgen;
- regels voor de gemeenteraad voor het toekennen van gelden uit de gemeentelijke middelen;
- oprichting, taken en bevoegdheden van extra adviesorganen (Beiräte), die ook uit slechts één persoon mogen bestaan; hiertoe behoren ook eventueel deelraden voor Ortsteile of stadsdelen (vaak gegrond op door hogere overheden opgelegde bepalingen hierover);
  - in veel gevallen ook: de indeling van de gemeente in stadsdelen of Ortsteile, en welke van die gemeentedelen een eigen deelraad of adviesorgaan aan de gemeenteraad hebben;
  - de adviesorganen kunnen ook tot taak hebben: de bestrijding van racisme, vrouwonvriendelijk handelen en van discriminatie;
- beschrijving, gebruik en eventueel wijziging van een gemeentewapen, stadszegel, gemeentevlag, gemeentelogo e.d.
- toekenning en beëindiging van de status van ereburger, en regels over extra rechten, die aan een ereburger kunnen worden toegekend;
- toekenning van gemeentelijke onderscheidingen;
- regels voor de openbaarheid van zittingen van de gemeenteraad en andere organen (vaak gegrond op door hogere overheden opgelegde bepalingen hierover)

Soms staan er nog andere bepalingen in een Hauptsatzung, te weten:
- de officiële naam van een gemeente, en officieel aanvaarde bijnamen, zoals het predicaat Hanzestad;
- regelingen omtrent vergoedingen aan mensen, die voor of binnen de gemeente vrijwilligerswerk doen;
- het minimum aantal vrouwen, dat deel uitmaakt van een adviesorgaan;
- als een gemeente uit meerdere andere is ontstaan, die elk een eigen gemeentehuis hadden: op welke locatie(s) de raads- en commissiezittingen plaatsvinden, alsmede op welke locatie de inwoners van de gemeente persoonlijk dingen kunnen regelen (aanvragen paspoort, aangifte van geboortes, overlijdens, verhuizingen; aanvragen bouwvergunningen; burgerlijke huwelijkssluitingen)

Naast de Hauptsatzung zijn er nog andere gemeenteverordeningen (Satzungen), over allerlei andere onderwerpen, zoals van ophalen van afval, de brandweer, onderhoud van wegen, en vele andere. Nagenoeg alle Duitse gemeenten hebben een eigen website, of, als ze behoren tot grotere gemeenteverbanden, zoals in Nedersaksen een Samtgemeinde, een webpagina op de website van dat grotere gemeenteverband. Op zo'n website of -pagina dienen deze Satzungen te kunnen worden ingezien. Dat geldt ook voor amendementen op deze regels (Satzungsänderungen).

## Bestuur

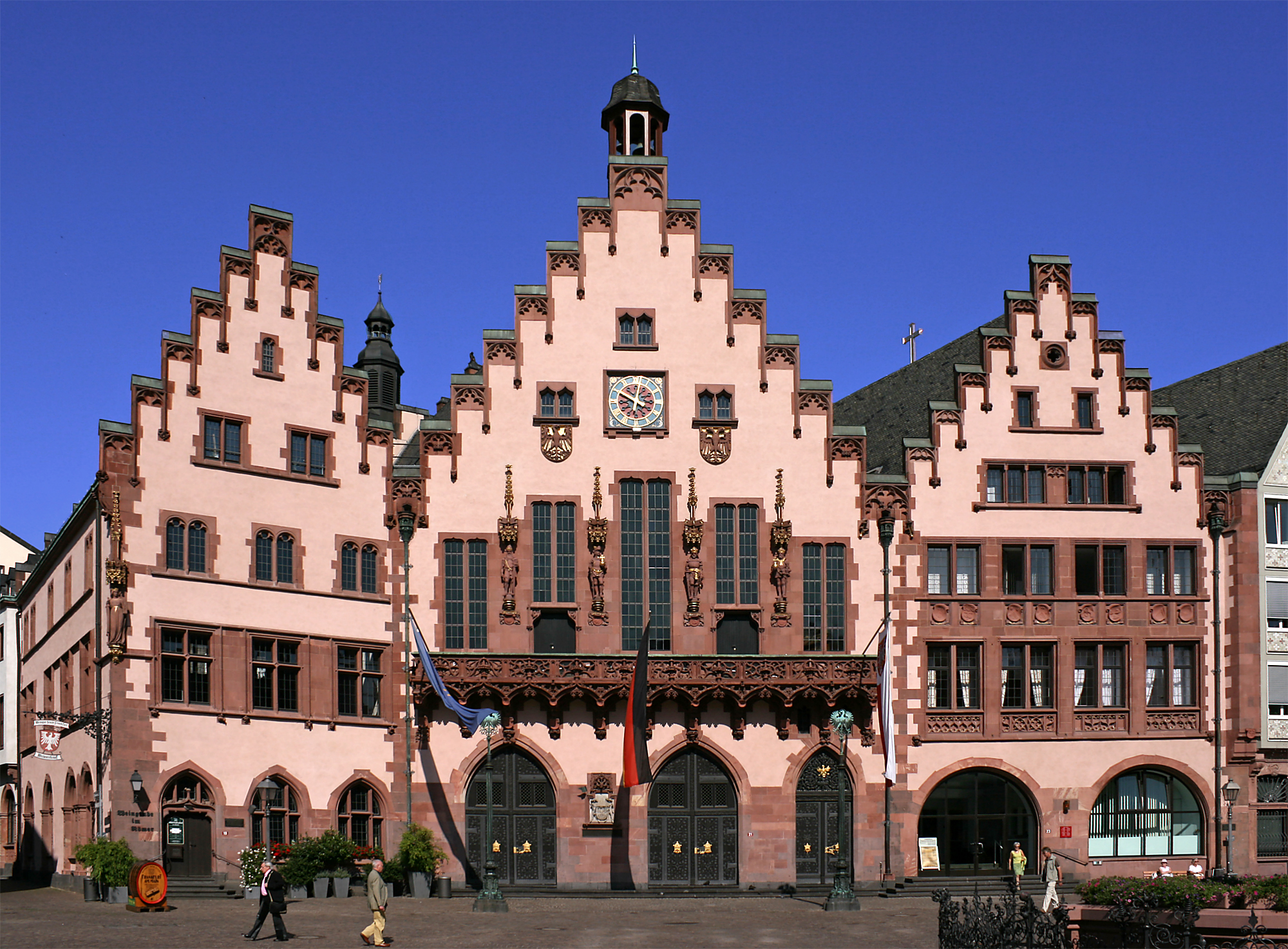
De Römer, sinds 1405 het stadhuis van Frankfurt am Main

De opbouw van de gemeenten en hun bestuur verschilt per deelstaat. In het verleden waren er verschillende types - Kommunalverfassungstypen - die deels voort kwamen uit de regels die door de bezetters na de Tweede Wereldoorlog waren opgelegd. In de loop van de jaren echter hebben de meeste deelstaten het systeem overgenomen dat als Süddeutsche Ratsverfassung bekendstaat.
Dit systeem heeft een dualistische structuur, waarbij de lokale bevolking zowel de leden van de gemeenteraad als de burgemeester kiest. De burgemeester voert de beslissingen van de gemeenteraad uit, geeft leiding aan de lokale administratie en vertegenwoordigt de gemeente. De lengte van de ambtsperiodes hangt van de deelstaat af; soms worden raad en burgemeester op dezelfde dag gekozen, soms zijn de ambtsperiodes verschillend van lengte. Gemeenteraadsleden hebben geen voltijdbaan, maar burgemeesters van grote gemeenten wel (ze werken hauptamtlich).

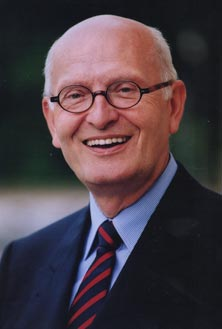
Herbert Schmalstieg (SPD) was van 1972 tot en met 2006 Oberbürgermeister van Hannover en daarmee de langstzittende burgemeester van een grote stad in de Bondsrepubliek.

In sommige deelstaten zijn er nog andere systemen in werking. In Hessen en in het Bremer stadsdeel Bremerhaven geldt de Magistratsverfassung: De burgemeester maakt deel uit van een Magistrat, vergelijkbaar met het college van B en W in Nederland. Oorspronkelijk werd in dit systeem de burgemeester door de gemeenteraad gekozen, maar sinds 1993 kiezen de inwoners van Hessen hun burgemeesters direct.
Lange tijd gold in Noordrijn-Westfalen en Nedersaksen de Norddeutsche Ratsverfassung (naar Brits voorbeeld). De gemeenteraad koos de burgemeester, die ook voorzitter van de raad was. Het hoofd van de administratie was echter een ambtenaar, de Stadtdirektor, die eveneens door de raad werd gekozen. Het systeem had een Doppelspitze (dubbele top). In 1994-1999 werd de Norddeutsche Ratsverfassung afgeschaft, sindsdien worden de burgemeesters direct gekozen en zijn ze ook hoofd van de administratie.
Berlijn, Hamburg en Bremen zijn niet alleen steden maar ook deelstaten. In de deelstaten Berlijn en Hamburg zijn er geen Gemeindeordnungen naast de grondwet van de deelstaat. Bremerhaven, dat deel uitmaakt van Bremen, heeft een eigen grondwet.
Ook kiesrecht en kiesstelsel verschillen per deelstaat. Stemgerechtigd zijn Duitse staatsburgers en EU-burgers die al minstens drie maanden in een gemeente wonen. Meestal moeten ze 18 jaar oud zijn, maar in een aantal deelstaten verkrijgt men actief kiesrecht al met 16 jaar. In alle deelstaten wordt via het stelsel van evenredige vertegenwoordiging gekozen, soms met gesloten, vaak met open lijsten. De kiezer heeft of één stem, of meer, of evenveel stemmen als er zetels weg te geven zijn. Anders dan op federaal en deelstaatniveau is er geen vijf-procent-kiesdrempel. Daarom zitten in de gemeenteraden meestal duidelijk meer partijen dan bijvoorbeeld in een deelstaatparlement. De Kommunalwahlen (lokale verkiezingen) vinden elke vier of vijf, of in Beieren elke zes jaar plaats.

## Structuur van gemeenten

Kreisfreie Städte (geel) en Kreise in Duitsland

De tien steden in de Kreis Recklinghausen, trouwens met 600.000 inwoners een van de grootste in Duitsland. In de meeste deelstaten heet die bestuurslaag wel Landkreis.

De meeste deelstaten van Duitsland kennen verschillende types gemeenten. De benamingen kunnen verschillen per deelstaat; de titel Stadt (stad) is van historische aard en heeft verder geen betekenis meer. Wel heten alle grotere gemeenten Stadt. Het grondgebied van Noordrijn-Westfalen bestaat bijvoorbeeld uit kreisfreie Städte en Kreise; Aken heeft sinds 2009 een aparte status en wordt Städteregion Aachen genoemd.
Een kreisfreie Stadt, bijvoorbeeld Keulen, hoort niet bij een Kreis. De burgemeester heeft de titel Oberbürgermeister en werkt voltijd. De gemeenteraad heet Rat der Stadt Köln. Keulen heeft negen Stadtbezirke (stadsdistricten), die weer in Ortsteile zijn opgedeeld. De districten hebben een eigen volksvertegenwoordiging, de Bezirksvertretungen. Het politieke hoofd van een district is de Bezirksvorsteher, gekozen door de Bezirksvertretung (een Stadtbezirk moet niet verward worden met een Regierungsbezirk).
Gladbeck bijvoorbeeld is daarentegen geen kreisfreie, maar een kreisangehörige Stadt. Samen met de stad Recklinghausen en een aantal andere steden maakt Gladbeck deel uit van de Kreis Recklinghausen (waarvan Recklinghausen de Kreisstadt is, de zetel van de Kreis-administratie). Gladbeck heeft een Bürgermeister (dus geen Oberbürgermeister) en is niet in districten opgedeeld. De Kreis heeft een volksvertegenwoordiging, de Kreistag, en een politiek leider, de Landrat (een persoon, geen 'raad'). Volgens de wet in Noordrijn-Westfalen mág een kreisangehörige Stadt Bezirke hebben, een kreisfreie Stadt móet ze hebben.
De lokale organen in Noordrijn-Westfalen werden tot en met 2009 op dezelfde dag gekozen. Vanwege de verlenging van de ambtstijd van de burgemeesters en Landräte (van vijf naar zes jaar) zal dit in toekomst niet meer vaak gebeuren. Een Keulenaar stemt op een kandidaat-Oberbürgermeister, op een lijst voor de gemeenteraad en op een lijst voor zijn Bezirksvertretung. Een Gladbecker heeft zelfs vier stemmen: Bürgermeister, gemeenteraad, Kreistag en Landrat.

## Gemeenten naar deelstaat
| Deelstaat (29-05-2013)    | Gemeenten | waarvan steden | Gemiddeld aantal inwoners | Gemiddelde oppervlakte (in km²) |
| ------------------------- | --------- | -------------- | ------------------------- | ------------------------------- |
| Baden-Württemberg         | 1.101     | 312            | 9.759                     | 32,40                           |
| Beieren                   | 2.056     | 317            | 6.085                     | 33,09                           |
| Berlijn                   | 1         | 1              | 3.422.675                 | 891,54                          |
| Brandenburg               | 419       | 112            | 5.994                     | 70,36                           |
| Bremen                    | 2         | 2              | 330.858                   | 202,14                          |
| Hamburg                   | 1         | 1              | 1.774.224                 | 755,16                          |
| Hessen                    | 426       | 189            | 14.230                    | 48,80                           |
| Mecklenburg-Voor-Pommeren | 780       | 84             | 2.049                     | 28,77                           |
| Nedersaksen               | 1.003     | 164            | 7.758                     | 45,25                           |
| Noordrijn-Westfalen       | 396       | 270            | 45.133                    | 86,08                           |
| Rijnland-Palts            | 2.306     | 128            | 1.740                     | 8,61                            |
| Saarland                  | 52        | 17             | 19.665                    | 49,40                           |
| Saksen                    | 438       | 175            | 8.889                     | 39,27                           |
| Saksen-Anhalt             | 223       | 104            | 10.759                    | 93,37                           |
| Sleeswijk-Holstein        | 1.110     | 63             | 2.538                     | 14,07                           |
| Thüringen                 | 878       | 126            | 2.388                     | 17,17                           |
| Duitsland                 | 11.192    | 2.065          | 7.217                     | 31,43                           |